# Walter Summers
Pour les articles homonymes, voir Summers.
Walter Summers, né à Barnstaple (comté de Devon) le 2 septembre 1892 et mort à Wandsworth (Grand Londres) en avril 1973, est un réalisateur et scénariste britannique.

## Biographie
Il a un fils, Jeremy Summers (1931-2016), également devenu réalisateur et scénariste.

## Filmographie partielle

### Comme réalisateur
- 1923 : Afterglow, coréalisé avec G. B. Samuelson (en)
- 1923 : A Couple of Down and Outs
- 1924 : The Unwanted
- 1924 : The Cost of Beauty
- 1924 : Who Is the Man?
- 1925 : The Perfect Crime
- 1925 : Ypres
- 1926 : Nelson
- 1926 : Mons
- 1927 : The Battles of Coronel and Falkland Islands
- 1928 : Bolibar
- 1929 : Lost Patrol
- 1929 : The Battle of Mons
- 1929 : Chamber of Horrors
- 1930 : Raise the Roof
- 1930 : The Flame of Love
- 1930 : Suspense
- 1930 : The Man from Chicago
- 1931 : The Flying Fool
- 1932 : Dual Control
- 1932 : Men Like These
- 1932 : The House Opposite
- 1933 : The Butterfly Affair
- 1933 : Timbuctoo
- 1934 : The Warren Case
- 1934 : The Return of Bulldog Drummond
- 1934 : What Happened Then?
- 1935 : Music Hath Charms
- 1935 : Royal Cavalcade
- 1935 : McGlusky the Sea Rover
- 1936 : Ourselves Alone
- 1936 : The Limping Man
- 1937 : The Price of Folly
- 1937 : Lucky Jade
- 1938 : Premiere
- 1939 : Le Tueur aveugle (The Dark Eyes of London)
- 1939 : Traitor Spy
- 1940 : At the Villa Rose